# Helbedündorf
Helbedündorf település Németországban, azon belül Türingiában. Lakosainak száma 2128 fő (2023. december 31.).

## Népesség
A település népességének változása:
| Lakosok száma | 2301 | 2235 | 2158 | 2176 | 2128 |
|               | 2017 | 2019 | 2021 | 2022 | 2023 |